# ビブロス (出版社)
株式会社ビブロス（英: BiBLOS Co.,Ltd）は、かつて存在した日本の出版社。

## 概要
1988年に「青磁ビブロス」として創業。1997年に「株式会社ビブロス」へ社名変更。旗艦誌『MAGAZINE BE×BOY』を中心に、主にやおい系・ボーイズラブ（BL）系などと呼ばれる、男性同性愛を描いた女性向け漫画雑誌・漫画単行本・アンソロジー・小説の発行を中心に活動していた。
1980年代後半の『聖闘士星矢』『鎧伝サムライトルーパー』などいわゆる「美少年アニメ」の女性向け二次創作同人誌の急激な隆盛に端を発した、1990年代のやおい・BLのブームの波に乗ることに成功した出版社の一つで、商業やおい・BLジャンルを開拓した。このジャンルでは大手の一角として数えられる存在だった。
この他、一般向け書籍や写真集、アニメ雑誌『MEGU』等も出版。男性向け成人向け漫画雑誌『カラフルBee』、アダルトゲーム雑誌『Colorful PUREGIRL』なども発行しており、その分野では以降、主流となっているB5判平綴じ雑誌の草分け的存在でもあった。また、2005年には「全国統一オタク検定試験」を実施。末期は健康食品事業にも参入していた。
出版不況となり、やおい・BLのブームが一段落した2000年代に入っても、ビブロス自体はBL関連作品の出版事業で業績を上げていた。
しかし、2006年3月に社長の山本裕昭が代表取締役を務める、事実上のグループ会社だった自費出版系出版社の碧天舎が自己破産に追い込まれた。これに引きずられてビブロスも同年4月5日、東京地裁に自己破産を申請。同日開始決定し、経営破綻した。
このため、BL関連事業はアニメイト等数社の出資による新会社・リブレ出版（後のリブレ）が継承した。アニメイトグループ内にあった会社をリブレ出版へ商号変更し、業務継承したもので、会長にはアニメイトの高橋豊社長が就任した。5月で刊行が止まっていた『MAGAZINE BE×BOY』は7月号から再開したものの、ビブロスレーベルのコミックスやノベルズは全て絶版となった。大半はリブレ出版から再び刊行されたが、一部の作家や人気作品は他の出版社へ流出した。
この倒産と事業継承の顛末を題材に、後藤田ゆ花『愛でしか作ってません』 （講談社、2007年）が出版されている。

## グループ会社
以下のグループ会社が存在していた。
ビブロデザイン
ビブロスが発行する出版物のデザイン（装丁やエディトリアルデザイン）を中心に手がけていたデザイン事務所。グループ各社の破綻直前、粉飾決算的に碧天舎へ吸収合併されていた。
プラセット
ビブロスと同じく4月5日に自己破産申請。
ハイランド
ボーイズラブ系アンソロジーの発行に特化していた出版社。ビブロスと同じく4月5日に自己破産申請。
ビブロポート
ダウンロード系同人ショップサイト・エルフィックスを運営していた派生会社。ビブロスの自己破産申請時も運営は継続していたが、約3か月後の7月10日に自己破産申請し、同日開始決定。

## 発行物

### 経営破綻時の発行誌
- 小説BEaST
- 超人ロックSpecial
- マガジン・エルフィックス
- カラフルドロップス
- オタクエリート

以下はリブレ出版が継承
- マガジンBE×BOY
- 小説b-Boy
- BE・BOY GOLD
- マガジンZERO→クロフネZEROへ改題
- JUNK!BOY

### 書籍・コミックス
リブレ出版が継承。
- ビーボーイコミックス
- スーパービーボーイコミックス
- カラフルコミックス
- カラフルコミックスKids
- ZEROコミックス
- Meguコミックス
- ビブロスコミックス
- b-BOY LUVシリーズ
- ビーボーイノベルズ
- B-BOY SLASH NOVELS
- ビーゲームノベルズ
- F'PACKSシリーズ
- B-MIXEDシリーズ

### CD/CD-ROM
- Cue Egg Label
- Cool Voice Label

### 休刊・廃刊誌
- パッツイ - 1988年 - 1994年に刊行された[5]少女漫画雑誌。マガジンBE×BOYは同誌の増刊号から刊行開始され、後に独立創刊を果たす。
- MEGU - 月刊OUTの後継誌。
- カラフル萬福星 - カラフルBeeと合併し、下記雑誌へ統合。
- カラフルBee→Colorful COMIC PUREGIRL
- カラフルAPEX（ジャパン・ミックス「Puregirl」と合併）→Colorful PUREGIRL
- Do!ぴーかん - 4コマ漫画雑誌。1999年10・11月に刊行したのみで休刊となる。